# بوتو أبيض الجناحين
بوتو أبيض الجناحين (الاسم العلمي: Nyctibius leucopterus)، هو نوع من الطيور يتبع فصيلة بوتو ضمن رتبة السبديات.